# Lyft
Lyft — агрегатор такси, публичная компания из Сан-Франциско (штат Калифорния, США), позволяющая пользователям находить с помощью интернет-сайта или мобильного приложения водителей, сотрудничающих с сервисом, и готовых подвезти их за умеренную плату. Девиз Lyft: «your friend with a car» (ваш друг с машиной). По заявлениям компании, их сервис позволяет перемещаться на машине с затратами на 30 % ниже, чем при использовании традиционных такси. Водители, работающие с Lyft, помечают свои автомобили с помощью пушистого талисмана (изобретен Ethan Eyler) в виде розовых усов на бампере. Lyft — вторая по величине компания по райдшерингу в США после Uber.
На апрель 2014 года Lyft работает в 60 городах США, в том числе: Сан-Франциско, Лос-Анджелес, Сан-Диего, Сакраменто, Сиэтл, Чикаго, Нью-Йорк, Вашингтон (округ Колумбия), Бостон, Денвер, Даллас, Атланта, Балтимор, Феникс (Аризона), Миннеаполис, Сент-Луис, Индианаполис, Питсбург.

## История
Lyft был запущен летом 2012 года программистами Логаном Грином и Джоном Циммером как услуга Zimride. В мае 2013 года компания приняла сменила название с Zimride на Lyft.
За два года сервис привлек финансирование в объеме около 330 млн долларов США. В конце марта 2019 года компания провела IPO, прошедшее неудачно: за месяц торгов акции подешевели с 79 до 51 долл..
Ограничения, связанные с COVID-19 привели к тому, что Lyft потерял 75% своих пассажиров за 12 месяцев с апреля 2019 по 2020 год. Акции Lyft упали на 30% в феврале после того, как компания опубликовала слабый прогноз прибыли за первый квартал 2023 года, а цена акций упала примерно на 73% с марта 2022.
В марте 2023 года на фоне «падения цен на акции» Lyft объявила бывшего вице-президента Amazon Дэвида Ришера своим следующим генеральным директором.

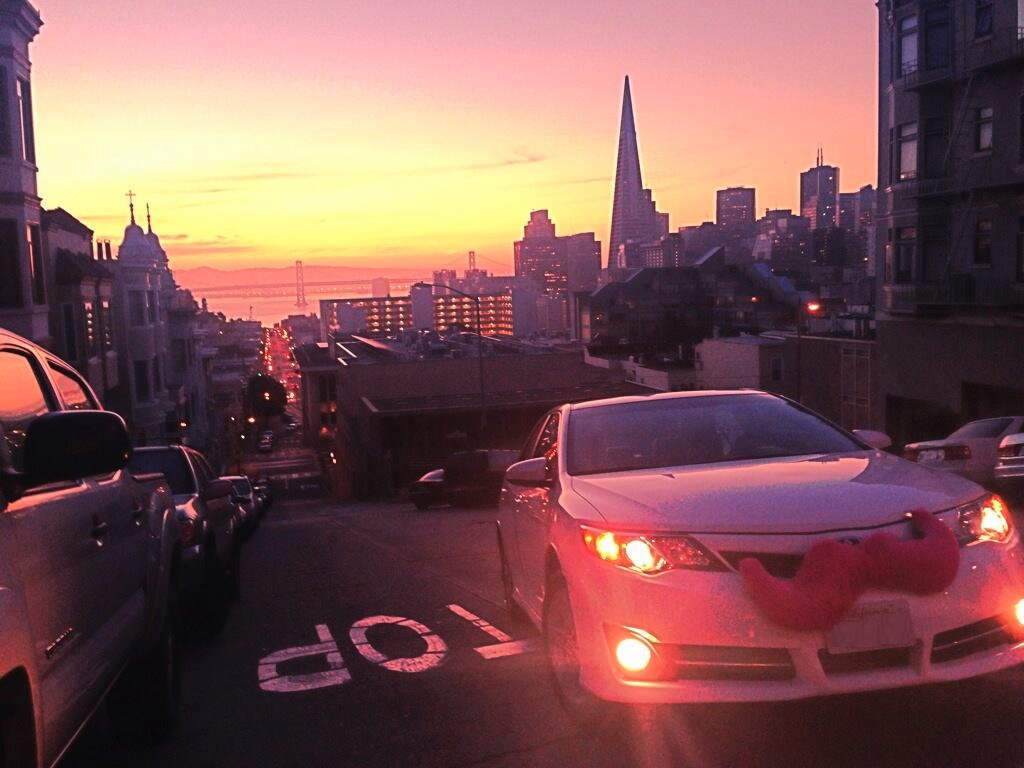
Маскот Lyft — розовые усы на бампере.